# عبد الله بن عبد الملك
هو عبد الله بن عبد الملك ابن مروان بن الحكم بن أبي العاص بن أمية بن عبد شمس بن عبد مناف ، يكنى أبا عمر تولى إمارة مصر من قبل أبيه، على صلاتها وخراجها. فدخلها يوم الاثنين لإحدى عشرة ليلة خلت من جمادى الآخرة سنة ست وثمانين هجرية ، وهو يومئذ ابن سبع وعشرين سنة. وقد تقدم إليه أبواه أن يعفي آثار عمه عبد العزيز، لمكانه من ولايه العهد. فاستبدل بالعمال عمالاً، وبالأصحاب أصحاباً. وأراد عبد الله بن عبد الملك عزل عبد الرحمن بن معاوية بن حديج عن الشرط، فلم يجد عليه مقالاً ولا متعلقاً، فولاه مرابطة الإسكندرية . وجعل على الشرط عمران بن عبد الرحمن بن شرحبيل بن حسنة، حليف بني زهرة،
وجمع له القضاء والشرط.
توفي أمير المؤمنين عبد الملك بن مروان ، يوم الخميس لأربع عشرة ليلة خلت من شوال سنة ست وثمانين هجرية ، وبويع الوليد بن عبد الملك . فخرج عبد الرحمن بن معاوية بن خديج، وأخذ له بيعة أهل مصر. فأقر الوليد أخاه عبد الله على صلاة مصر وخراجها.

## من اعماله
أهتم عبد الله بن عبد الملك بالدواوين، فنسخت بالعربية، وكانت قبل ذلك تكتب بالقبطية. وصرف عبد الله أثيناس عن الديوان، وجعل عليه ابن يربوع الفزاري من أهل حمص. ومنع عبد الله من لباس البرانس، وذلك في سنة سبع وثمانين للهجرة. وابتنى عبد الله المسجد المعروف اليوم بمسجد عبد الله. وفي ولايته غلت الأسعار بمصر وترعت، فتشاءم به المصريون. وهي أول شدة رأوها. وزعموا أنه ارتشى، وكثروا عليه، وسموه مكيساً. ثم قدم عبد الله إلى أخيه الوليد في صفر سنة ثمان وثمانين. واستخلف عليها عبد الرحمن بن عمرو بن قحزم الخولاني. وأهل مصر إذ ذاك في شدة عظيمة. فقال زرعة بن سعد الله بن أبي زمزمة الخشني:
إذا سارَ عبدُ الله مِنْ مِصْرَ خارِجاً ... فَلا رَجَعَتْ تِلْكَ البِغالُ الخَوارجُ
أتى مِصْرَ والمِكْيالُ وَافٍ مُغَرْبَلٌ ... فَما سارَ حَتى سارَ وَالمُدّ فالِجُ
فأهدر عبد الله بن عبد الملك دمه. فهرب إلى المغرب، وكتب إلى الوليد بن عبد الملك:
ألاَ لا تَنْهَ عَبْدَ اللهِ عَنّي ... كمَا قَدْ قالَ يَجْعَلُني نَكالا
وَلمْ أشْتُمْ لِعَبْدِ اللهِ عِرْضاً ... وَلَمْ آكُلْ لِعَبْدِ اللهِ مالا
وسخط عبد الله بن عبد الملك على عمران بن عبد الرحمن بن شرحبيل بن حسنة ، فصرفه عن الشرط والقضاء وسجنه، وذلك في صفر سنة تسع وثمانين هجرية. وجعل مكانه على الشرط عبد الأعلى بن خالد بن ثابت بن ظاعن الفهمي، وعلى القضاء عبد الواحد بن عبد الرحمن بن معاوية بن خديج. وأمر عبد الله بسقف المسجد أن يرفع سمكه، وكان سقفه مطأطئاً، وذلك في سنة تسع وثمانين هجرية.
قال عاصم بن رازح بن رحب الخولاني حدثنا محمد بن حميد بن هشام الرعيني قال: حدثني أبي قال: حدثني الحسن بن معاوية النصيري قال: حدثني ابن أبي ليلى التجيبي، عن عبد الحميد بن حميد الكاتب مولى خزاعة، عن أبيه قال: " كان موسى بن نصير يكاتب عبد العزيز بن مروان . فلما هلك عبد العزيز، ولى عبد الملك عبد الله بن عبد الملك. فلم يكاتبه موسى، وكاتب عبد الملك. فكتب إليه عبد الله بن عبد الملك: أما بعد، فإنك كنت من عبد العزيز وبشر بين مهادين، تعلو عن الحضيض مهودهما، ويدفئك دثارهما، حتى عفا مخبرك، وسمت بك نفسي. فلا تحسبني كمن كنت تخلبه وأعداء بيته، وتقول: اكفياني أكفكما، ولا كأصبغ كنت تمينه بكهانتك. وأيم الله لأضعن منك ما رفعا، ولأقلن منك ما كثرا. فضح رويداً، فكأن قد أصبحت سادماً، تعض أناملك نادماً، والسلام.
فكتب إليه موسى بن نصير: أما بعد، فقد قرأت كتابك، وفهمت ما وصفت فيه من إركاني إلى أبويك وعمك. ولعمري إن كنت لذلك أهلاً. ولو خبرت مني ما خبرا، لما صغرت مني ما عظما، ولا جهلت من أمرنا ما علما. فكيف أتاه الله لك؟ فأما انتقاصك لهما، فهما لك، وأنت منهما، ولهما منك ناصر لو قال وجد عليك مقالاً، وكفاك جزاء العاق. فأما ما نلت من عضي، فذلك موهوب لحق أمير المؤمنين لا لك. وأما تهددك إياي بأنك واضع مني ما رفعا، فليس ذلك بيدك ولا إليك، فارعد وأبرق لغيري. وأما ما ذكرت مما كنت آتي به عمك عبد العزيز، فلعمري إني مما نسبتني إليه من الكهانة لبعيد، وإني من غيرها من العلم لقريب. فعلى رسلك! فكأنك قد أظلك البدر الطالع، والسيف القاطع، والشهاب الساطع. فقد تم لها، وتمت له. ثم بعث إليك الأعرابي الجلف الجافي، -- يقصد بالأعرابي الجافي قرة بن شريك العبسي - فلم تشعر به حتى يحل بعقوتك فيسلبك سلطانك، فلا يعود إليك ولا تعود إليه. فيومئذ تعلم أكاهن أم عالم، وتوقن أينا النادم السادم. والسلام.
فلما قرأ عبد الله الكتاب، كتب إلى عبد لملك كتاباً، وأدرج كتاب موسى فيه. فلم يصل الكتاب إلى عبد الملك حتى قُبض، ووقع الكتاب في يد الوليد بعد أن عزل عبد الله عن مصر، وولى قرة بن شريك العبسي. فلما قرأه الوليد استضحك ثم قال: لله دره، إن كان عنده لأثرة من علم، ولقد كان عبد الله غنياً أن يتعرضه " .
قال القاسم بن الحسن بن راشد: " أن يحيى بن حنظلة مولى بني سهم دعى عبد الله بن عبد الملك إلى نوهة معه في موضع له بالجيزة. فلما رأى طعاماً كان أكثر من طعامه؛ إن الرجل من الجند ليأخذ الخروف ما ينازعه أحد. فلما متع النهار، أقبل والي مصر الجديد قرة بن شريك العبسي على أربع من دواب البريد، إحداهن عليها الفرانق.فنزل بباب المسجد، ونزل صاحباه. فدخل فصلى عند القبلة وتحول، فجلس صاحباه عن يمينه ويساره. فأتاهم حرس المسجد، وكان له شرط يذبون عنه. فقالوا: إن هذا مجلس الوالي، ولكم في المسجد سعة. قال: وأين الوالي؟ قالوا: في متنزه. قال: فادع خليفته. فانطلق شرطي منهم إلى عبد الأعلى فأعلمه. فقال أصحابه: أرسل إليه يأتك صاغراً. قال: ما بعث إلي إلا وله عليّ سلطان، أسرجوا. فركب حتى أتاه فسلم. قال: أنت خليفة الوالي؟ قال: نعم. قال: انطلق فاطبع الدواوين وبيت المال. قال: إن كنت والي خراج فلسنا أصحابك. قال: ممن أنت؟ قال: من فهم. فقال قرة:
لَنْ تَجِدَ الفَهْميّ إلّا مُحافِظاً ... عَلى الخُلُقِ الأعلى وَبالحَقّ عالما
سأُثْني على فَهْمٍ ثَناءً يَسُرّها ... أُوافي به أهْلَ القُرى وَالمَواسِما
فقال: السلام عليك أيها الأمير. وكتب إلى عبد الله بن عبد الملك يعلمه. فأتاه الخبر، وقد أهديت له جارية. فبكى ولبس خفه قبل سراويله دهشاً " .
قال: وكتب رجل من قريش إلى الوليد:
عَجَباً! ما عَجِبتُ حينَ أتانا ... أنْ قَدَ امّرْتَ قُرّةَ بنَ شَريكْ
وَعَزَلْتَ الفَتى المُبارَكَ عَنّا ... ثُمّ فَيّلْتَ فيهِ رَأيَ أبيكْ
يعني بالمبارك هاهنا المشؤوم.
وقال عبد الله بن الحجاج الثعلبي:
فَإنّ بِمِصْرَ عَبْدَ اللهِ يا شُؤ ... مَ عَبْدٍ كُلَّ ذي عَظمٍ هَشَمْ
فكانت ولاية عبد الله عليها ثلاث سنين وعشرة أشهر.

## وفاته
توفي أمير المؤمنين عبد الملك بن مروان ، يوم الخميس لأربع عشرة ليلة خلت من شوال سنة ست وثمانين هجرية ، وبويع الوليد بن عبد الملك . فخرج عبد الرحمن بن معاوية بن خديج، وأخذ له بيعة أهل مصر. فأقر الوليد أخاه عبد الله على صلاة مصر وخراجها.